# Auxiliadora Toledano Redondo
Auxiliadora Toledano Redondo (Còrdova, 1981) és una soprano espanyola que va iniciar els seus estudis de cant i piano a Còrdova, finalitzant-los en el Conservatori Superior de Salamanca amb Premi Extraordinari. Va realitzar cursos de postgrau a l'Escola Superior de Música de Catalunya (ESMUC) i cursos d'interpretació i lied amb Teresa Berganza, R. Giménez, Wolfram Rieger i Enedina Lloris. Ha treballat el repertori d'oratori amb G. Türk a Basilea, participat en l'Acadèmia Rossiniana de Pesaro amb Alberto Zedda i amb Renata Scotto a l'Accademia Santa Cecilia de Roma. Va complementar la seva formació amb cursos d'interpretació i lied amb Nancy Argenta, Manuel Cid, Assumpta Mateu, Francisco Poyato, Mitsuko Shirai, Robert Expert, Jorge Robaina i Miguel Zanetti, entre d'altres. Ha estat guardonada en els concursos Francesc Viñas, Belvedere Viena, Julián Gayarre i Operalia, entre d'altres.
Va debutar en 2008 amb Doña Francisquita (Amadeu Vives) al costat de Josep Bros al Centenari del Palau de la Música Catalana. Des de llavors ha cantat, entre d'altres, en l'Òpera Garnier (París), Wiener Kammeroper (Viena), Teatre del Liceu (Barcelona), Teatre Real (Madrid), Maggio Musicale Fiorentino, Teatre Dante (Ravenna), Kursaal (Sant Sebastià), Teatres Canal (Madrid), Teatro Campoamor (Oviedo), Auditori Nacional (Madrid), l'Auditori (Barcelona), Accademia Santa Cecilia (Roma), Òpera de Budapest, L'Opera (Los Angeles), Festival Pesaro, Festival de Peralada, Palacio Festivals (Santander), Teatre Baluarte (Pamplona), Teatre Arriaga i Palacio Euskalduna (Bilbao). Ha publicat Orfeu et Euridice (DVD) amb La Fura dels Baus al Festival de Peralada, i CD de Carmina Burana amb Rafael Frühbeck de Burgos.